# Moyenne défensive
La moyenne défensive est une statistique au baseball utilisée, comme son nom l'indique, pour calculer la performance défensive d'un joueur.

## Formule
La formule mathématique pour calculer la moyenne défensive est la suivante :
{\displaystyle FLD\%={\frac {({\mathit {A}})+({PO})}{Ch}}}
La moyenne défensive, représentée ici par l'abréviation anglaise FLD% (pour fielding percentage ou fielding average) est donc calculée en additionnant le nombre d'assistances (A) et de putouts (PO) accumulés par le joueur, puis en divisant ce total par le nombre de « chances » (Ch) en défensive, c'est-à-dire le nombre d'occasions de réaliser l'un de ces deux jeux.

### Exemple
En 1991, le joueur de deuxième but des Cubs de Chicago, Ryne Sandberg, a présenté l'une des moyennes défensives les plus élevées de l'histoire des Ligues majeures de baseball. Au cours de la saison, Sandberg a obtenu 786 occasions (ou « chances ») de réaliser un jeu défensif. Il a compilé 515 assistances et 267 putouts. En additionnant ces deux totaux, on obtient le nombre 782 qui, divisé par le nombre d'occasions de les réaliser (786), donne une moyenne défensive presque parfaite de ,995. 
Seulement quatre des occasions de réaliser un jeu défensif offertes à Sandberg en 1991 se sont soldées par une erreur.
Aucun joueur des Ligues majeures n'a conservé une moyenne défensive parfaite de 1,000, sauf dans les cas de joueurs ayant disputé un nombre insignifiant de parties, trop peu élevé pour être compilé parmi les meneurs « officiels ».

## Critiques
La moyenne défensive comme manière de juger du talent défensif d'un joueur de baseball ne fait pas l'unanimité. En effet, même en ayant disputé un nombre élevé de parties, il n'est pas certain qu'un joueur ait vu la balle être frappée vers lui souvent puisque le nombre d'occasions défensives est déterminée par la chance et/ou par la position occupée en défensive. Un faible total d'occasions défensives réduit aussi, logiquement, le risque de commettre des erreurs.
Enfin, dans le cas des receveurs, la moyenne défensive est calculée de la même façon que pour tout autre joueur sur le terrain. Or, un receveur peut se voir débiter une balle passée, qui est aussi une bourde défensive qui n'affectera jamais sa moyenne puisqu'elle n'est pas comptée dans le calcul de celle-ci.

## Note
1. ↑  Ryne Sandberg Fielding Statistics and History, baseball-reference.com.